# Trichacoides hirsutus
Trichacoides hirsutus är en stekelart som beskrevs av Yamagishi 1980. Trichacoides hirsutus ingår i släktet Trichacoides och familjen gallmyggesteklar. Inga underarter finns listade i Catalogue of Life.